# Ladislav Křiváček
Ladislav Křiváček (* 13. September 1940 in Prag; † 17. März 1989 ebenda) war ein tschechoslowakischer Schauspieler.

## Laufbahn
Křiváček besuchte bis 1963 die Theaterfakultät der Akademie der Musischen Künste in Prag und erhielt anschließend ein Engagement am Theater „E. F. Buriana“ in der tschechoslowakischen Hauptstadt, wo er zeitlebens auftrat. Während seiner Studienzeit stand Křiváček auch erstmals vor der Filmkamera und wurde ab Mitte der 1960er Jahre zu einem vielbeschäftigten Darsteller in Kino- und Fernsehproduktionen. Er war auf raue, drastische Nebencharaktere spezialisiert, die aber z. T. auch humoristische Züge trugen. Gelegentlich trat Křiváček auch als Hörspiel- und Synchronsprecher in Erscheinung. Seine Rollen wurden im deutschsprachigen Raum u. a. von Horst Manz und Kurt E. Ludwig eingesprochen.
Křiváček galt privat als cholerischer und verschlossener Mensch, der ernsthafte Beziehungen mied. Als äußerliches Markenzeichen galt sein Vollbart, den er jahrelang trug. Křiváček starb 48-jährig überraschend an einem Herzinfarkt.

## Theaterarbeit (Auswahl)
- Was ihr wollt
- R.U.R.
- Viel Lärm um nichts
- Der Widerspenstigen Zähmung
- The Beggar’s Opera
- Julius Caesar
- Peer Gynt
- Otec – von Alois Jirásek
- König Lear
- Ein Sommernachtstraum
- Die lustigen Weiber von Windsor
- Macbeth
- Der Kirschgarten
- Die Heirat
- Don Juan
- Woyzeck

## Filmografie (Auswahl)
- 1961: Vom Mond gefallen (Spadla s mesíce)
- 1964: Das beste Pferd im Stall (Handlíri)
- 1964: Von neuem beginnen (Začít znova)
- 1964: Sprung ins Dunkel (Skok do tmy)
- 1965: Der Teppichsammler und der Heiratsschwindler (Čintamani a podvodník)
- 1965: Hochzeit mit Bedingung (Svatba s podmínkou)
- 1968: Liebesgewitter (Láska jako trám)
- 1969: Die Leiden des jungen Bohacek (Utrpení mladého Boháčka)
- 1969: Lebemänner (Živí muži)
- 1969: Ein lächerlicher, alter Herr (Směšný pán)
- 1970: Das Ohr (Ucho)
- 1971: Ich springe über Pfützen (Už zase skáču přes kaluže)
- 1973: Rennfahrer der Kategorie Risiko (Jezdec formule risk)
- 1977: Die Kriminalfälle des Majors Zeman (30 případů majora Zemana) (Fernsehreihe, zwei Folgen)
- 1978: Der Schatten des fliegenden Vogels (Stín létajícího ptáčka)
- 1978: Zwei tolle Hechte (Lvi salonu)
- 1978: Das Krankenhaus am Rande der Stadt (Nemocnice na kraji města) (Fernsehreihe, eine Folge)
- 1979: Geschichten aus der Steinzeit – Der Ruf des Stammes (Voláni rodu)
- 1980: Luzie, der Schrecken der Straße (Lucie, postrach ulice) (Fernsehreihe, eine Folge)
- 1982: Märchen von der Zaubernacht (Pohádka svatojánské noci)
- 1983: Der fliegende Ferdinand (Létající Čestmír) (Fernsehreihe, vier Folgen)
- 1983: Das Wildschwein ist los (Slavnosti sněženek)
- 1984: Der dritte Haken für Kater (Třetí skoba pro Kocoura)
- 1985: Der Hirtenjunge aus dem Tal (Pasáček z doliny)
- 1985: Training mit kleiner Nachtmusik (Vsichni musí být v pyzamu)
- 1986: Geheimbund goldener Ball (Vyhrávat potichu)
- 1986: Berühmte Räubergeschichten aus aller Welt (Slavné historky zbojnické) (Fernsehreihe, eine Folge)
- 1987: Mit lachendem Auge (Smích se lepí na paty)
- 1987: Prinzessin Julia (O zatoulané princezne)